# Kumar Pallana
Kumar Pallana est un acteur indo-américain né le 23 décembre 1918 à Indore (Raj britannique) et mort le 10 octobre 2013 à Oakland (Californie).

## Biographie
Kumar Valavhadas Pallana naît à Indore dans l'Inde britannique. Dans sa jeunesse, il envisage commencer une carrière dans la chanson, mais renonce, son père, vendeur de voitures, souhaitant le voir accéder à une brillante carrière dans les affaires. La Lutte pour l'indépendance du pays, entraîne la perte du statut social de la famille
en même temps que sa fortune. Ne pouvant aller à l'école, faute de moyens financiers, Pallana se lance dans la pratique de divers arts du cirque, devenant à la fois jongleur, magicien et équilibriste. Malgré les difficultés rencontrées, il parcourt le monde pour vivre de ses talents artistiques.
En 1946, Pallana entre aux États-Unis et finit par s'installer à Dallas au Texas. Bien que sa carrière d'acteur de cinéma ne débute que tardivement, dans les années 1990, les années 50 lui donnent l'opportunité de faire quelques apparitions dans des émissions destinées à la jeunesse, dont le Mickey Mouse Club (1956) où son savoir-faire des arts du cirque est apprécié. Kumar devient ensuite professeur de yoga et en 1992 son fils Dipak ouvre un restaurant de cuisine indienne, le  Cosmic Cup (devenu depuis le Cosmic Cafe), situé au rez-de-chaussée du studio de yoga de son père.
Il doit ses premiers rôles sur le grand écran à sa rencontre avec les cinéastes Owen Wilson et Wes Anderson, qui ont pris l'habitude de fréquenter le Cosmic Cup pour jouer à des parties d'échecs et de poker. Kumar devient alors l'acteur fétiche d'Anderson qui lui confie des rôles dans Bottle Rocket (1996), puis Rushmore (1998) et À bord du Darjeeling Limited (2007) . Il joue aussi dans Le Terminal (2004) de Steven Spielberg et Another Earth (2011) de Mike Cahill.
Installé à Oakland en Californie, il meurt le 10 octobre 2013 à l'âge de 94 ans. Divorcé de son épouse Ranjana Jethwa, il est père de deux enfants, Dipak, également acteur et propriétaire du Cosmic Cafe, et Sandhya.

## Filmographie
- 1996 : Bottle Rocket de Wes Anderson : Kumar
- 1998 : Rushmore de Wes Anderson : Mr Littlejeans
- 2001 : La Famille Tenenbaum de Wes Anderson et Owen Wilson : Pagoda
- 2002 : Bomb the System d'Adam Bhala Lough : Kumar Baba
- 2003 : Un duplex pour trois de Danny DeVito : le propriétaire du restaurant (voix)
- 2004 : Le Terminal de Steven Spielberg : Gupta Rajan
- 2005 : Romance and Cigarettes de John Turturro : Da Da Kumar
- 2006 : Une star dans ma vie de Brad Silberling : Lee
- 2007 : À bord du Darjeeling Limited de Wes Anderson : vieil homme dans le train
- 2009 : Today's Special de David Kaplan : Shah
- 2010 : Anjaana Anjaani de Siddharth Anand : Garde-côte
- 2011 : Campus Radio d'Aaron James : Yogi
- 2011 : Another Earth de Mike Cahill : Purdeep